# マイケル・ステファニック
- マイケル・ステファニク[1]
- マイケル・ステファーニック[2]

マイケル・ステファニック（Michael Stefanic, 1996年2月24日 - ）は、アメリカ合衆国アイダホ州ボイシ出身のプロ野球選手（内野手）。右投右打。MLBのトロント・ブルージェイズ傘下所属。

## 経歴

### プロ入り前
プロ入り前は地元アイダホ州ボイシのティンバーライン高等学校とカリフォルニア州のウェストモント大学で野球をプレーしていた。

### プロ入りとエンゼルス時代
2018年のMLBドラフトでは指名されず、自らMLB30球団に売り込みを行った末にロサンゼルス・エンゼルスとアマチュア・フリーエージェントで契約した。契約後は傘下ルーキー級アリゾナリーグ・エンゼルスと傘下ルーキー級オレム・アウルズの2チームに所属。合計で14試合に出場し、打率.351、0本塁打、5打点の成績を残した。
2019年は傘下A級バーリントン・ビーズと傘下A+級インランド・エンパイア・66ersの2球団合計で102試合に出場し、打率.282、3本塁打、47打点の成績を残した。
2020年はCOVID-19の影響はマイナーリーグのシーズンが中止となり、公式戦の出場は無かった。
2021年は傘下AA級ロケットシティ・トラッシュパンダズと傘下AAA級ソルトレイク・ビーズの2球団合計で125試合に出場し、打率.336、17本塁打、63打点という好成績を残した。
2022年はメジャーのスプリングトレーニングに招待選手として参加したが、アクティブ・ロースター入りはならず、開幕はAAA級ソルトレイクで迎えた。7月2日、攻守共に精彩を欠いていたタイラー・ウェイドがDFAされたことに伴いメジャーに昇格し、7月3日のヒューストン・アストロズ戦で6番・二塁手でメジャー初出場を果たした。打率.167（42-7）、本塁打・打点ともに0という低調な結果に終わり、7月28日に傘下AAA級ソルトレイクに降格したが、9月14日にメジャーに再昇格した。再昇格後は9試合に出場し、打率.263（19-5）、本塁打・打点ともに0という成績だった。
2023年は6月24日にエドゥアルド・エスコバーとデビッド・フレッチャーのアクティブロースター入りに伴い、ジャレッド・ウォルシュと共に傘下AAAソルトレイクに降格した。7月14日にメジャー再昇格し、7月17日の対ニューヨーク・ヤンキース戦でニック・ラミレスからサヨナラヒットを放った。
2024年の開幕はマイナーで迎え、6月25日にメジャーに昇格したものの、7月30日にAAA級ソルトレイクに降格。オフの10月24日に一度はマイナー契約で再契約を結ぶも、オフの11月4日にFAとなった。

### ブルージェイズ時代
2024年11月27日にトロント・ブルージェイズとマイナー契約を結び、翌2025年のスプリングトレーニングには招待選手として参加した。開幕はAAA級バッファロー・バイソンズで迎えたが、5月9日にメジャー契約を結び、昇格した。昇格後は9試合に出場したものの、4安打しか放てず6月3日にアリ・サンチェスと共にDFAとなり、4日後に彼と共にAAA級バッファローに降格した。

## 詳細情報

### 年度別打撃成績
| 年 度    | 球 団    | 試 合 | 打 席 | 打 数 | 得 点 | 安 打 | 二 塁 打 | 三 塁 打 | 本 塁 打 | 塁 打 | 打 点 | 盗 塁 | 盗 塁 死 | 犠 打 | 犠 飛 | 四 球 | 敬 遠 | 死 球 | 三 振 | 併 殺 打 | 打 率 | 出 塁 率 | 長 打 率 | O P S |
| -------- | -------- | ----- | ----- | ----- | ----- | ----- | -------- | -------- | -------- | ----- | ----- | ----- | -------- | ----- | ----- | ----- | ----- | ----- | ----- | -------- | ----- | -------- | -------- | ----- |
| 2022     | LAA      | 25    | 69    | 61    | 5     | 12    | 2        | 0        | 0        | 14    | 0     | 0     | 0        | 1     | 0     | 5     | 0     | 2     | 12    | 1        | .197  | .279     | .230     | .509  |
| 2023     | LAA      | 25    | 71    | 62    | 5     | 18    | 2        | 1        | 0        | 22    | 6     | 0     | 1        | 0     | 0     | 8     | 0     | 1     | 8     | 0        | .290  | .380     | .355     | .735  |
| 2024     | LAA      | 40    | 124   | 110   | 8     | 24    | 4        | 0        | 0        | 28    | 8     | 0     | 0        | 1     | 0     | 10    | 0     | 3     | 20    | 5        | .218  | .301     | .255     | .556  |
| MLB：3年 | MLB：3年 | 90    | 264   | 233   | 18    | 54    | 8        | 1        | 0        | 64    | 14    | 0     | 1        | 2     | 0     | 23    | 0     | 6     | 40    | 6        | .232  | .317     | .275     | .592  |

- 2024年度シーズン終了時

### 年度別投手成績
| 年 度    | 球 団    | 登 板 | 先 発 | 完 投 | 完 封 | 無 四 球 | 勝 利 | 敗 戦 | セ 丨 ブ | ホ 丨 ル ド | 勝 率 | 打 者 | 投 球 回 | 被 安 打 | 被 本 塁 打 | 与 四 球 | 敬 遠 | 与 死 球 | 奪 三 振 | 暴 投 | ボ 丨 ク | 失 点 | 自 責 点 | 防 御 率 | W H I P |
| -------- | -------- | ----- | ----- | ----- | ----- | -------- | ----- | ----- | -------- | ----------- | ----- | ----- | -------- | -------- | ----------- | -------- | ----- | -------- | -------- | ----- | -------- | ----- | -------- | -------- | ------- |
| 2024     | LAA      | 1     | 0     | 0     | 0     | 0        | 0     | 0     | 0        | 0           | ----  | 5     | 1.0      | 1        | 0           | 0        | 0     | 1        | 0        | 0     | 0        | 0     | 0        | 0.00     | 1.00    |
| MLB：1年 | MLB：1年 | 1     | 0     | 0     | 0     | 0        | 0     | 0     | 0        | 0           | ----  | 5     | 1.0      | 1        | 0           | 0        | 0     | 1        | 0        | 0     | 0        | 0     | 0        | 0.00     | 1.00    |

- 2024年度シーズン終了時

### 年度別守備成績
| 年 度 | 球 団 | 二塁（2B） | 二塁（2B） | 二塁（2B） | 二塁（2B） | 二塁（2B） | 二塁（2B） | 三塁（3B） | 三塁（3B） | 三塁（3B） | 三塁（3B） | 三塁（3B） | 三塁（3B） |
| 年 度 | 球 団 | 試 合      | 刺 殺      | 補 殺      | 失 策      | 併 殺      | 守 備 率   | 試 合      | 刺 殺      | 補 殺      | 失 策      | 併 殺      | 守 備 率   |
| ----- | ----- | ---------- | ---------- | ---------- | ---------- | ---------- | ---------- | ---------- | ---------- | ---------- | ---------- | ---------- | ---------- |
| 2022  | LAA   | 25         | 32         | 31         | 0          | 5          | 1.000      | -          | -          | -          | -          | -          | -          |
| 2023  | LAA   | 12         | 20         | 12         | 1          | 5          | .970       | 8          | 5          | 10         | 1          | 1          | .938       |
| 2024  | LAA   | 35         | 50         | 76         | 0          | 24         | 1.000      | 1          | 0          | 1          | 0          | 1          | 1.000      |
| MLB   | MLB   | 69         | 102        | 119        | 1          | 34         | .995       | 9          | 5          | 11         | 1          | 2          | .941       |

- 2024年度シーズン終了時

### 背番号
- 38（2022年 - 2024年）
- 16（2025年）